# David Brenner
David Norris Brenner (Filadelfia, 4 febbraio 1936 – New York, 15 marzo 2014) è stato un attore e umorista statunitense.
È stato un popolare comico attivo nella cosiddetta stand-up comedy, specializzato nell'umorismo osservazionale.

## Carriera
Dopo due anni di servizio nell'esercito, ha frequentato la Temple University. Prima di diventare un noto comico, si è occupato di documentari televisivi, rivestendo il ruolo di autore, produttore o regista per un totale di 115 documentari, molti sulla povertà, avendo occasione di dirigere il dipartimento documentaristico della Westinghouse Broadcasting e di Metromedia. In merito alla scelta di abbandonare la produzione di documentari per dedicarsi alla commedia, in un'intervista del 2009 aveva dichiarato: «All'inizio pensavo: "Beh, tu presenti al pubblico un problema e delle possibili soluzioni e la società userà quelle informazioni per migliorare le cose". Alla fine mi sono reso conto di quanto ero ingenuo. Non è che siamo alla ricerca di risposte, è che non abbiamo voglia di implementarle. Quindi ho deciso, invece di provare a risolvere problemi, di aiutare la gente a dimenticarli».
Dopo le prime esperienze professionali da comico vissute dal 1969 a New York, fu invitato ad esibirsi al The Tonight Show, allora condotto da Johnny Carson. Presto divenne l'attore comico che ha partecipato a più puntate del programma, con oltre 150 presenze a partire dall'8 gennaio 1971, divenendo allo stesso tempo uno degli artisti ad essere più ospitati nella storia dei talk show statunitensi.
È apparso diverse volte anche in programmi come The Ed Sullivan Show, The David Frost Show, The Mike Douglas Show, Late Show with David Letterman, The Daily Show e The Howard Stern Show. Nel 1986, per una sola stagione, ha condotto per la King World Entertainment un suo talk show, Nightlife. Nel 1983 ha anche inciso un album comico, Excuse Me, Are You Reading That Paper? per la MCA Records, e pubblicato cinque libri: Soft Pretzels with Mustard (1983), Revenge is the Best Exercise (1984), Nobody Ever Sees You Eat Tuna Fish (1986), If God Wanted Us to Travel... (1990), e I Think There's a Terrorist in My Soup: How to Survive Personal and World Problems with Laughter—Seriously (2003).
È stato anche protagonista di quattro speciali televisivi per la HBO, apparendo nel corso degli anni anche in alcuni cameo in film e serie televisive per lo più nei panni di se stesso.

## Vita privata
Brenner ha avuto tre figli: Cole, Slade e Wyatt. Per il primo, nato negli anni 1980, ottenne l'affidamento dopo una lunga battaglia legale che influì anche sulla sua carriera, dovendo dimostrare alla corte il rimanere a casa ad accudirlo per il tempo necessario. Slade e Wyatt sono invece nati negli anni 1990 da Elizabeth Slater, donna che sposò solo nel 2000 durante uno dei suoi speciali televisivi per la HBO (David Brenner: Back With a Vengeance!), per poi divorziare circa un anno dopo. Anche in questo caso affrontò una causa di affidamento, vincendola. Nel 2011 sposò la sua ultima moglie, Ruth, con la quale ha vissuto fino alla sua morte, avvenuta per un cancro, nella sua casa di Manhattan nel 2014.
In occasione della sua morte, il suo pubblicista di fiducia Jeff Abraham rivelò che le ultime volontà di Brenner includevano l'inserimento di 100 dollari in banconote di piccola taglia in un suo calzino, prima di essere sepolto, nel caso in cui «fosse raccomandato dare la mancia nel posto in cui stava andando». Sulla sua lapide ha voluto farsi scrivere: «If this is supposed to be a joke - then I don't get it!» (Se questo dovesse essere uno scherzo - allora io non lo capisco!).